# Ngezi (Runde)
Der Ngezi ist ein rechter Nebenfluss des Runde in Simbabwe.

## Verlauf
Er entspringt etwa 40 km südwestlich der Stadt Gweru, im Distrikt Gweru Rural, im Süden der Provinz Midlands. Zunächst fließt er nach Südsüdösten. Dabei durchquert er den Distrikt Insiza in der Provinz Matabeleland South. Nach etwa einem Drittel seines Fließweges, kurz bevor er den Great Dyke durchbricht, wird er im Palawan-Damm aufgestaut. Ab der Mündung des Mchingwe, seines wichtigsten Nebenflusses, schwenkt er nach Südosten. Ab hier bis zu seiner Mündung bildet er die Grenze zwischen den beiden Distrikten Mberengwa und Zvishavane. Der Ngezi mündet auf der Grenze zwischen der Provinz Masvingo und Midlands in den Runde.

## Hydrometrie
Der Ngezi fließt nicht regelmäßig. Er kann über mehrere Monate trocken fallen. Andererseits kommt es auch oft zu sehr hohen Abflüssen. Am 15. März 1977 wurde zum Beispiel am Pegel Station Sivumba ein Abfluss von 736 m³/s gemessen.
Die Durchschnittliche Abflussmenge des Ngezi wurde an der hydrologischen Station Sivumba Flume, etwa 20 km oberhalb der Mündung, in 11 Jahren zwischen 1975 und 1989 gemittelt, gemessen (in m³/s).